# Болотов, Аркадий Данилович
Аркадий Данилович Болотов — советский хозяйственный, государственный и политический деятель.

## Биография
Родился в 1915 году в крестьянской семье. Член ВКП(б) с 1942 года.
С 1932 года — на хозяйственной, общественной и политической работе. В 1932—1962 гг. — заведующий начальной школой, студент Высшей сельскохозяйственной коммунистической школы, на комсомольской и преподавательской работе, в РККА, участник Великой Отечественной войны, председатель Поспелихинского районного Совета депутатов трудящихся, первый секретарь Поспелихинского райкома КПСС.
Избирался депутатом Верховного Совета СССР 5-го созыва.